# Ларионов, Вадим Вячеславович
Вади́м Вячесла́вович Ларио́нов (род. 22 октября 1996, Бачатский, Кемеровская область) — российский футболист, нападающий.

## Карьера
Футболом начинал заниматься в городе Бачатский. Затем переехал в училище олимпийского резерва города Ленинск-Кузнецкий, где учился вместе с Александром Головиным. Вместе с ним оказался позднее и в академии ЦСКА. На первых порах Головин помогал своему земляку с адаптацией в столице. Однако, пробиться из молодёжного состава в основу «армейцев» форвард не смог. В феврале 2015 года арендован клубом «Сибирь-2». Летом того же года подписал контракт с «Новокузнецком». В 2016 году пополнил ряды «Иртыша». В июле 2017 года перешёл в «Долгопрудный». В августе 2019 года подписал контракт с клубом Высшей лиги Белоруссии «Минск». Дебютировал 17 августа в матче против «Торпедо-БелАЗ» (2:0), заменив на 71-й минуте Сергея Сазончика.